# Start Point Lighthouse
Das Start Point Lighthouse ist ein Leuchtturm in Devon, England. Der Leuchtturm steht auf der Landzunge South Hellsands östlich des Ortes East Prawle und markiert das westliche Ende des Ärmelkanals in den Nordatlantik. Er steht seit 1991 unter englischem Denkmalschutz und ist in den Sommermonaten für die Öffentlichkeit zugängig.

## Geschichte und Lage
Der Leuchtturm wurde 1836 vom schottischen Bauingenieur James Walker und späteren Chefingenieur des Trinity House gebaut und ist im gotischen Stil gehalten und mit einer Zinnenbrüstung als Galerie ausgeführt. Das gusseiserne Laternenhaus ist mit einem Kupferdach versehen. Es gibt zwei Eingangsportale auf der Nord- und Südseite. Die Veranda auf der Südseite ist verblockt und hat eine 4-Zentren-Bogenhaubenform, während die Tür zur Nordveranda einen Tudor-Bogen hat. Beide haben erhöhte Brüstungen mit dem Wappen des Trinity House. Im Inneren des Turms befindet sich eine freitragende Granittreppe rund um den Innenschacht des Turms.
Turm und Gebäude sind weiß gestrichen. Daneben befinden sich noch drei Häuser der Leuchtturmwärter von 1871.

## Gebäude und Funktion
Im Jahr 1873 wurde auf dem Turm eine neue Laterne errichtet, die von James Nicholas Douglass entworfen wurde, darin wurde eine neue, leistungsstärkere rotierende Optik eingebaut, die von James T. Chance (1814–1902) geplant wurde. Es war eine sechsseitige symmetrische Optik 1. Ordnung, mit brechenden Prismen über und unter den zentralen Linsenelementen. Damit war eine erhebliche Leistungssteigerung gegenüber der bisherigen Technik erreicht worden.
Die Arbeiten zur Automatisierung des Start Point Lighthouse begannen im August 1992 und wurden für
82.754 £ durchgeführt.
Der Leuchtturm wird jetzt vom Trinity House Operations Control Center in Harwich, Essex aus überwacht und gesteuert.
Im Jahr 2018 wurde die rotierende Optik (die seit 1959 im Einsatz war) durch eine zweistufige LED-Laterne ersetzt; Das alte Objektiv wurde im angrenzenden Besucherzentrum ausgestellt.

## Nebelhorn
Dennoch stellte sich heraus, dass das Licht bei Nebel unzureichend war, und in den 1860er Jahren wurde eine Glocke installiert, die 1877 durch eine Sirene ersetzt wurde. Die 1500 kg schwere Glocke hat seit 1880 einen neuen Platz auf dem Breakwater-Leuchtturm vor Plymouth gefunden.
Die Nebelsirene war in einem runden Gebäude südlich des Leuchtturms untergebracht und ertönte durch ein auf dem Dach montiertes horizontales Horn, das in die Richtung des vorherrschenden Windes gedreht werden konnte. Diese Anlage wurde über die Jahre mehrfach umgebaut und modernisiert.
Küstenerosion führte im Dezember 1989 zum Einsturz des Nebelsignalgebäudes; Das Gelände wurde eingeebnet, eine neue Stützmauer errichtet und ein freistehender Nebelsignalturm aufgestellt. Bei Bedarf ertönt das Nebelhorn einmal alle 60 Sekunden.

Bilder vom englischen Start Point Lighthouse
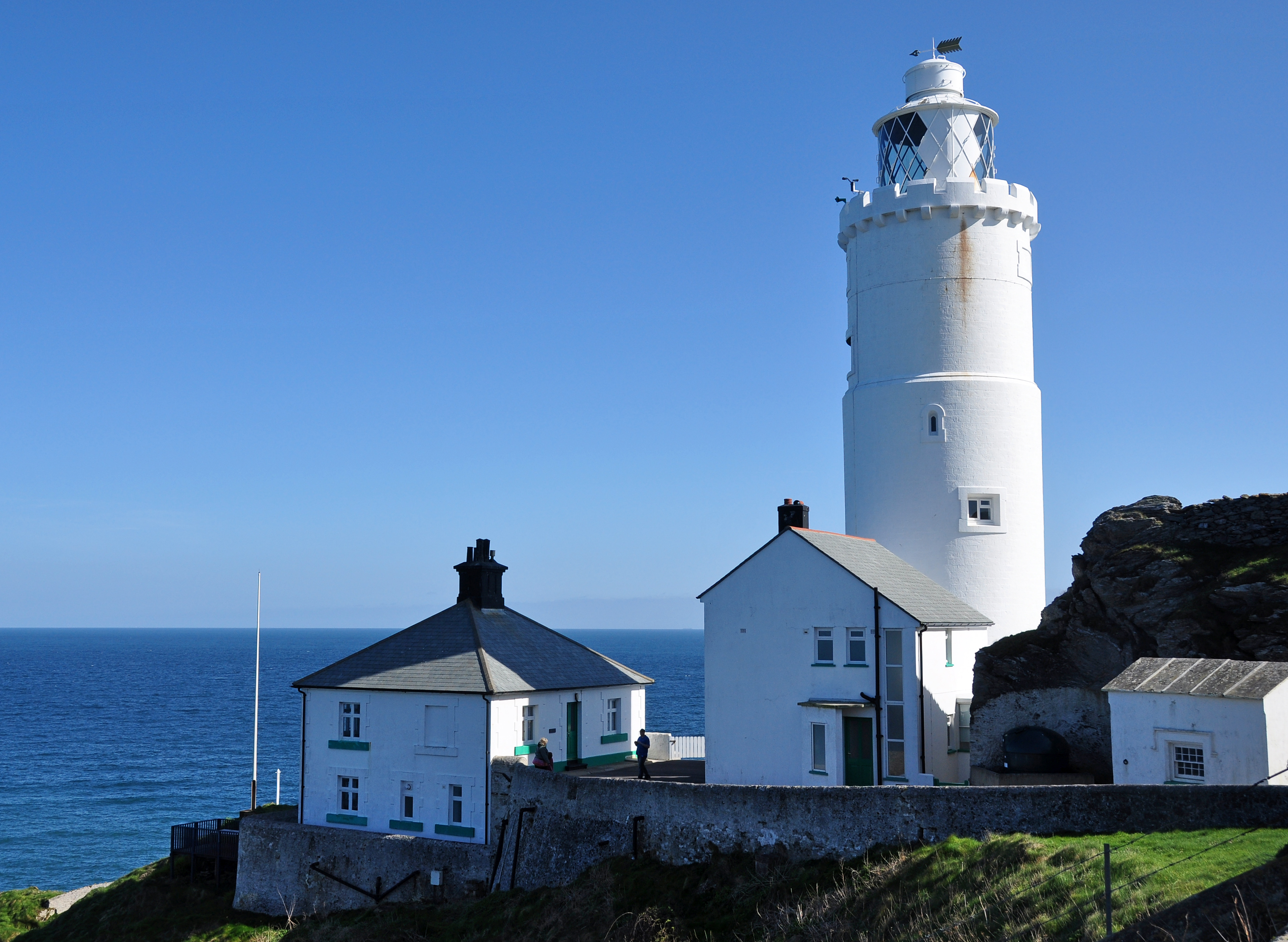
Der Leuchtturm-Komplex, 2012
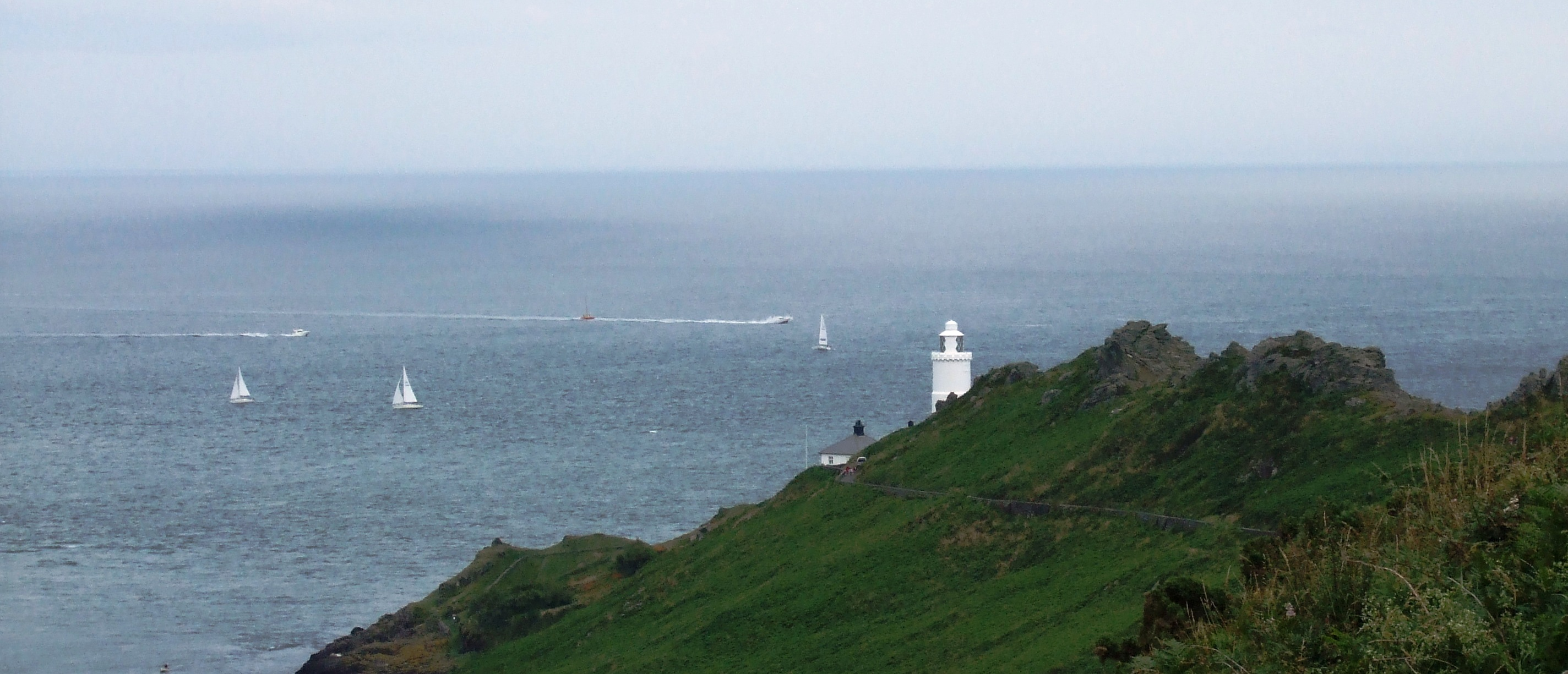
Blick zum Leuchtturm am Ende der Landzunge, 2007
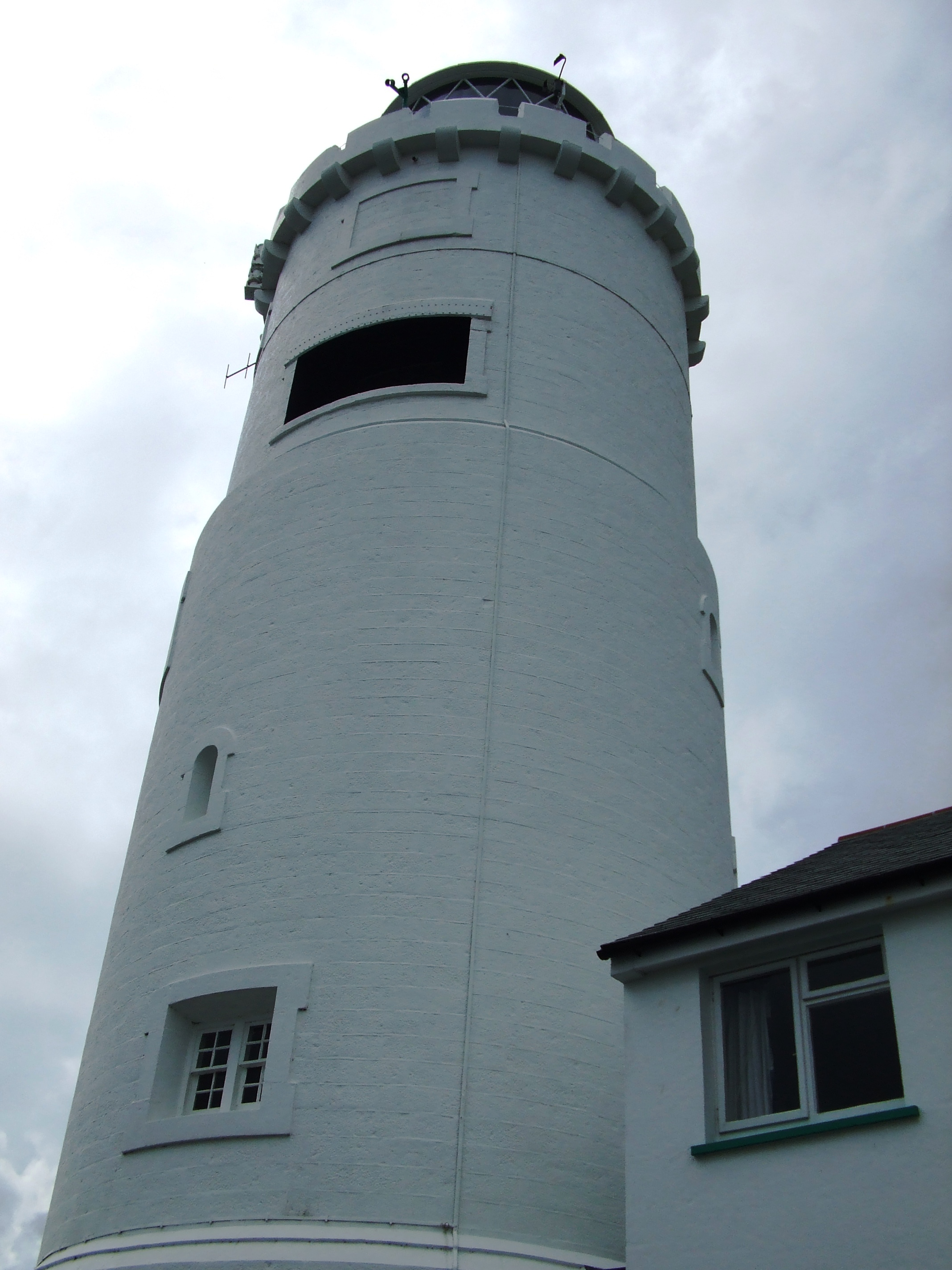
Blick am Leuchtturm nach Oben, 2007
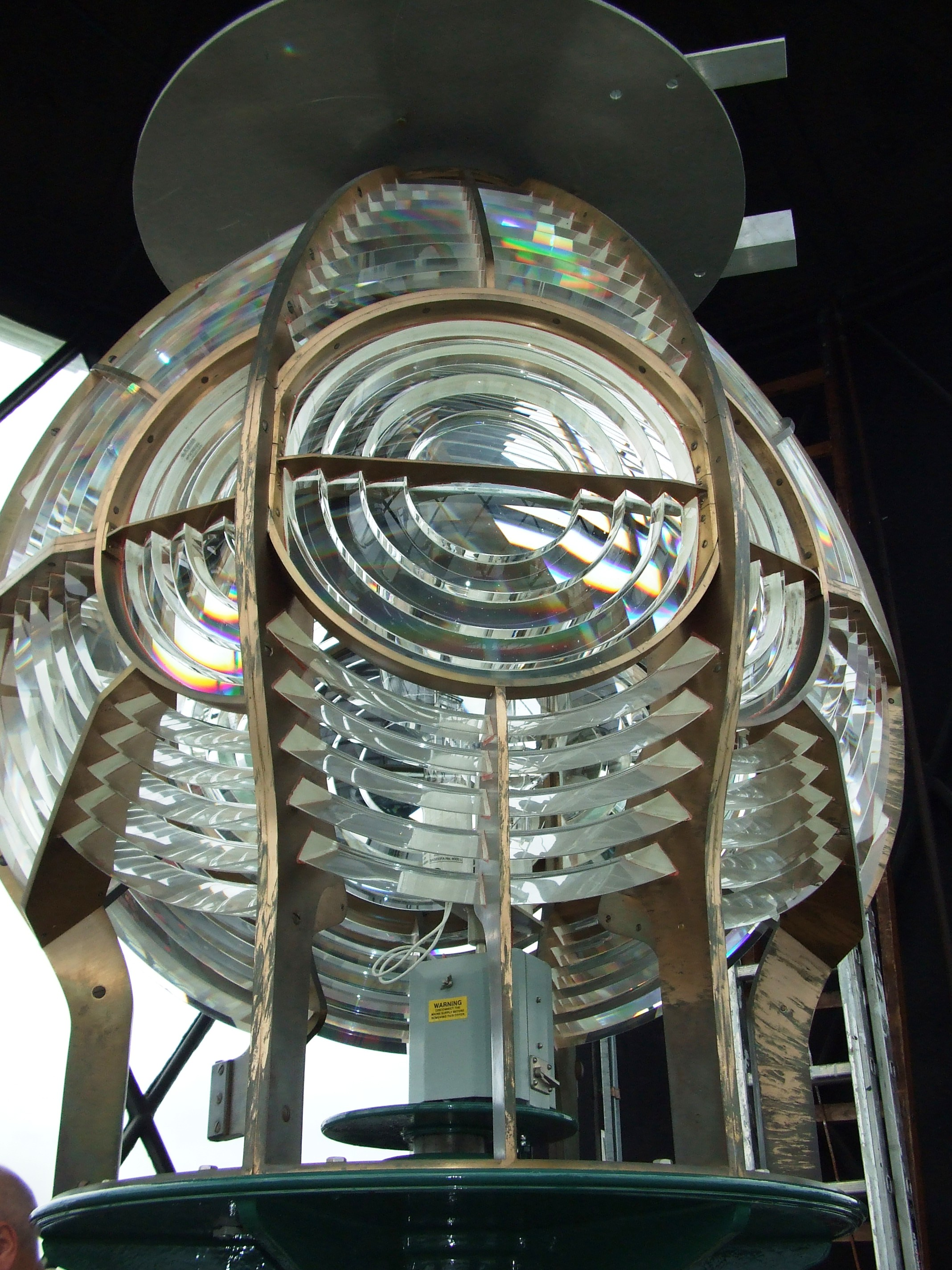
Linsenoptik, 2007
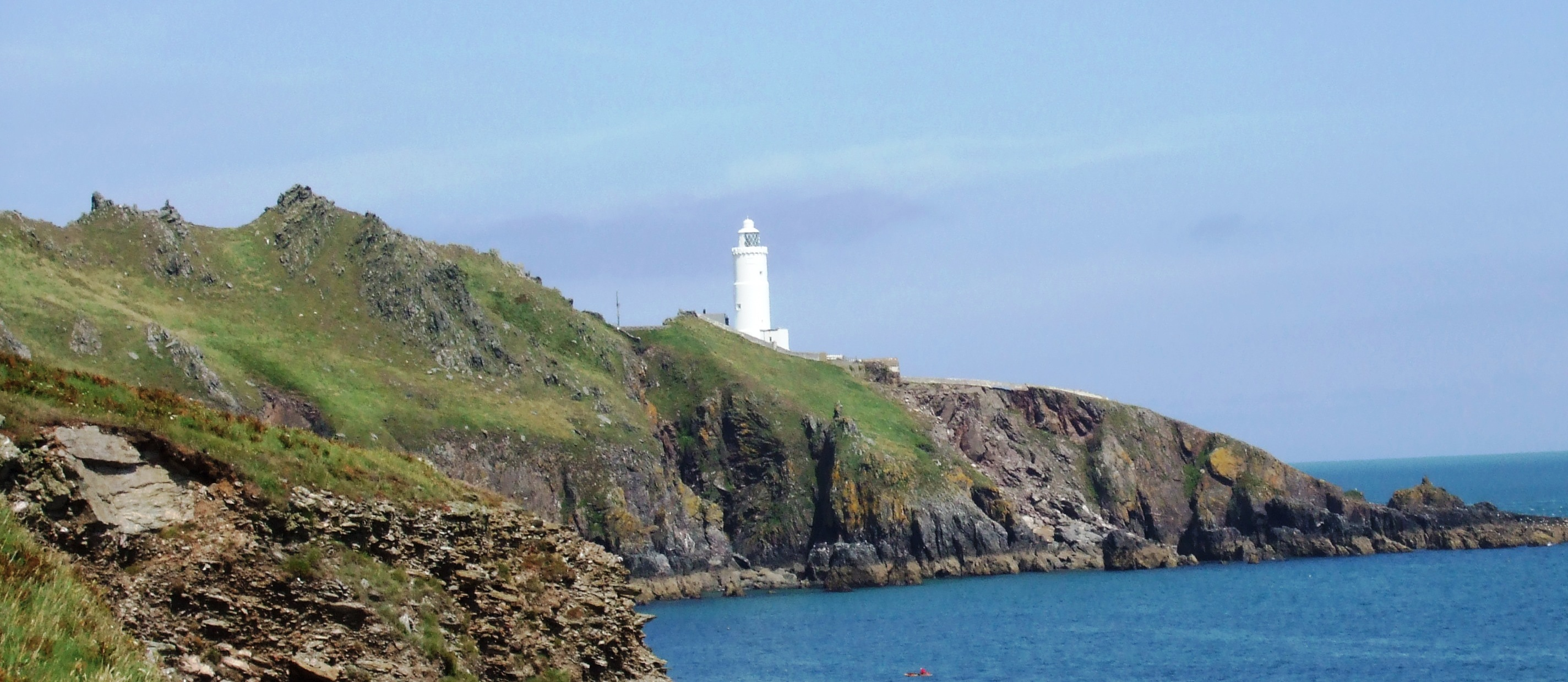
Blick vom South West Coast Path zum Leuchtturm, 2007

Eine historische Postkarte zeigt den Leuchtturm Postcard Start Lighthouse. Klaus Hülse, abgerufen im September 2023.

## Briefmarke
Die philatelistische Würdigung des Leuchtturms erfolgte 2005 auf einer Briefmarke im Wert von 40-Pence mit dem Abbild von Start Point.